# 伝令

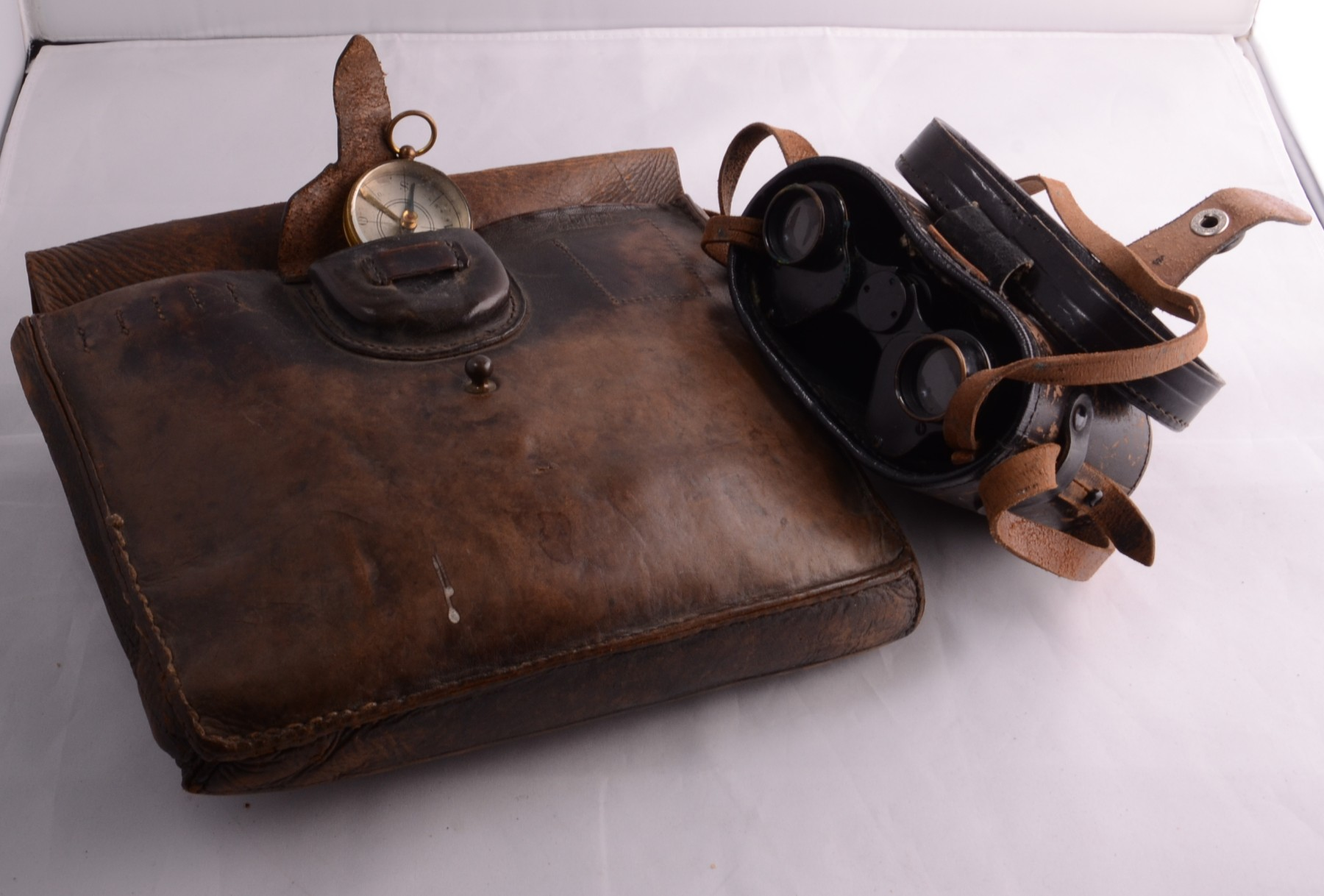
第一次世界大戦中に伝令を行っていたドイツ兵ヴェルナー・ナウマンのコンパスと双眼鏡が入ったメッセンジャーバッグ。他に装備としてライフルや地図なども含まれる

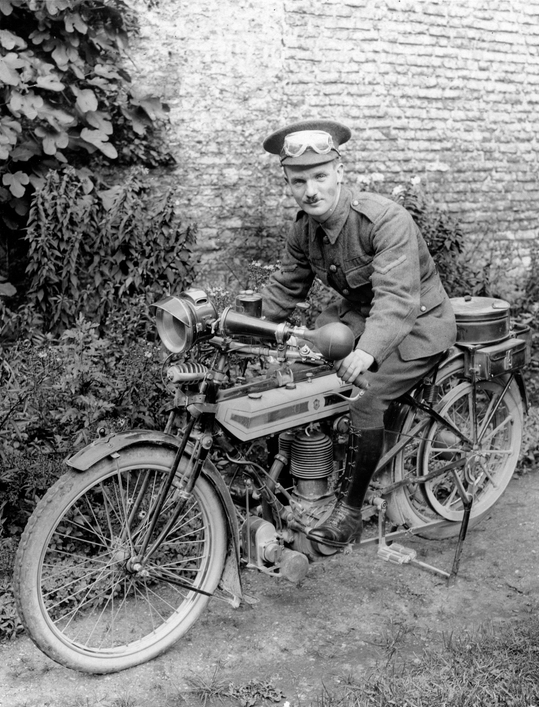
1915年、バイクに乗ったイギリスのデスパッチライダー

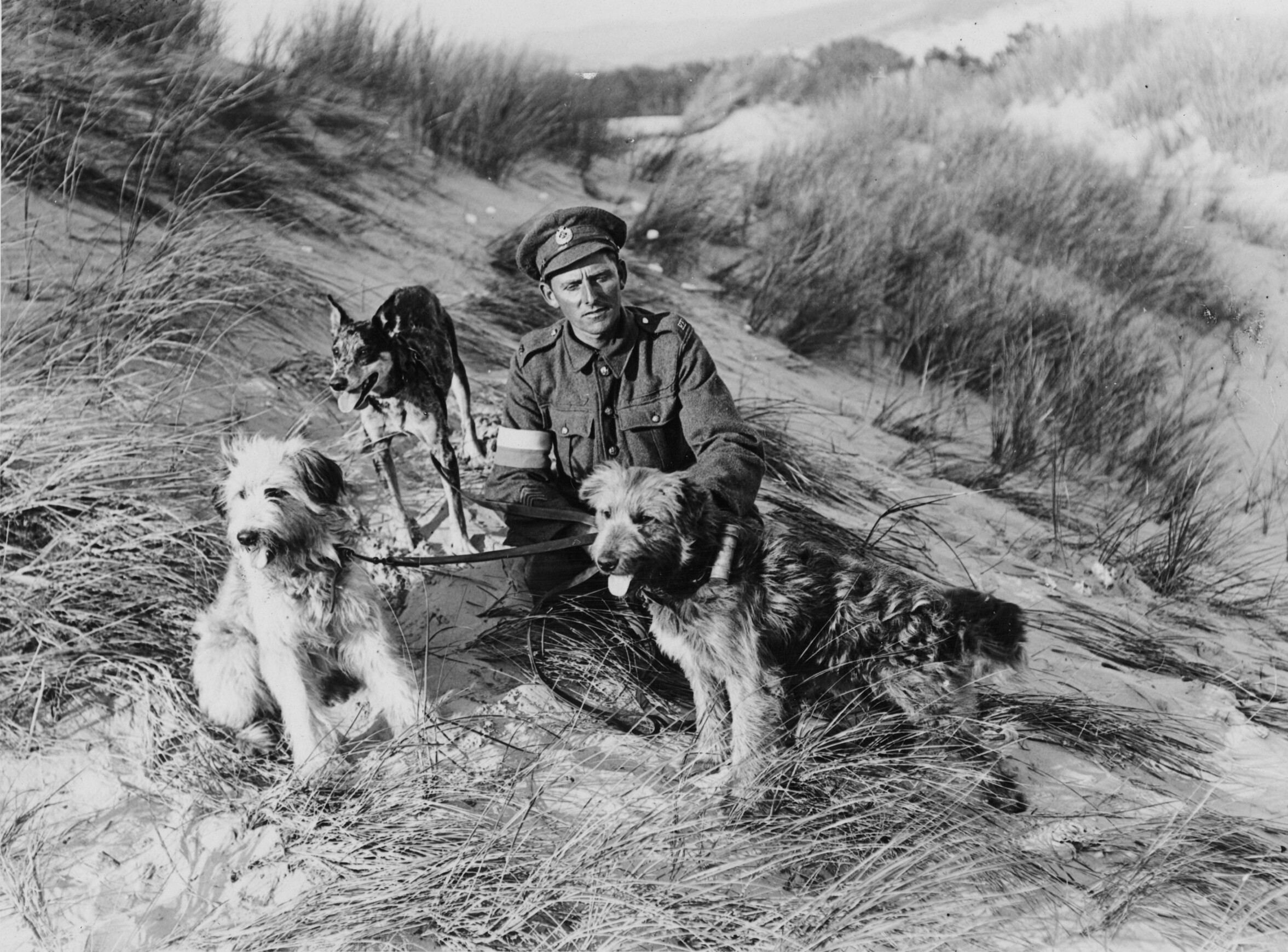
第一次世界大戦のイギリスの伝令犬（messenger dog）と調教師。（詳細は、:en:Dogs in warfare#Logistics and communication）

伝令（でんれい）とは、軍隊において、命令を伝えること、もしくは命令を伝える任にあたる人（伝令使）のことである。国王の伝令はヘラルド（herald）と呼ばれる。また、高校野球などのスポーツ競技において、監督の指示をグラウンド上の選手に伝える選手のことも指す。

## 軍隊における伝令
軍事通信において、電気による通信が発達する以前は人間が走ることで連絡が伝えられた。英語では「Runner」と呼ばれる。有名な人間としては、マラソンの語源ともなったマラトンからアテナイまで勝敗の結果を伝えるために走ったピリッピデスなどがいる。
ボーア戦争中にマフェキングの包囲戦と呼ばれる英国人側が包囲される戦いにおいて、後にスカウト運動（ボーイスカウト、ガールスカウト）で年少者に訓練を行うロバート・ベーデン＝パウエルが指揮を執り、年少兵に伝令役を割り振った。戦後の1908年にベーデンが執筆した本には、包囲された都市への伝令を想定したサバイバルゲームについての記述がある。
第一次世界大戦では野戦電話 も使われたが、電話線がつながってなければ使えず砲撃などにより切断される信頼性の低いものであった。そのため信頼性の高い連絡方法として伝令が走ることとなったが、伝令の損耗も激しかった。
機甲化した部隊が主力になった第二次世界大戦になると、バイクや馬に乗った伝令兵デスパッチライダーでも戦場の変化に追いつけなくなっていった。そのため戦場では無線機が主要な通信方法となっていった。しかしながら特に機材を必要とせず、さらに内容の傍受が困難であるため、無線機や暗号機を用意できなかったり、秘密性の高い情報をやりとりする等の場合には今でも使われ続けている。
各国での呼び名
- 日本：早馬、伝令
- 中国：传令兵、勤务兵
- 韓国：擺撥（パバル）という[2]。

装備
- ライフル（Gew98）、もしくは拳銃などの軽装備
- 地図、コンパス、双眼鏡、場所を書き示したメモ、水筒、メッセンジャーバッグ
- 乗り物として、バイク・馬・ラクダなど
- 伝書鳩（軍鳩）
- 髻の文（もとどりのふみ） - 日本の南北朝時代に使用された形式で、密使が命令文を髪（髻）の中に隠して持ち運んだことから[3]。

### 伝令を扱った作品
- 1917 命をかけた伝令

## スポーツ

### アメリカンフットボール
監督やコーチの指示を交代要員が伝令役として行う。

### 野球
日本の高校野球の試合では、監督が試合中にグラウンド上に出ることが禁止されているため、監督から選手に対する指示を出すときは、タイムをかけたうえで控え選手を伝令として出すことになる。
規則
伝令が使えるのは一試合3回までで、延長した場合は延長前の伝令回数とは関係なく1イニング1回まで行える。攻撃側では攻撃側の責任ではない選手の怪我や選手交代の際の伝令はカウントされない。相手のタイムの最中ならカウントされずに伝令が行えるが、相手のタイムが終わった後も伝令がいる場合は伝令回数にカウントされる。